# Лејк Вилиџ (Индијана)
Лејк Вилиџ (енгл. Lake Village) насељено је место без административног статуса у америчкој савезној држави Индијана.

## Демографија
По попису из 2010. године број становника је 765, што је 90 (-10,5%) становника мање него 2000. године.
| Група             | 2000.       | 2010.       |
| Белци             | 792 (92,6%) | 731 (95,6%) |
| Афроамериканци    | 1 (0,1%)    | 6 (0,8%)    |
| Азијати           | 2 (0,2%)    | 3 (0,4%)    |
| Хиспаноамериканци | 32 (3,7%)   | 20 (2,6%)   |
| Укупно            | 855         | 765         |